# Rathaus Dillingen/Saar

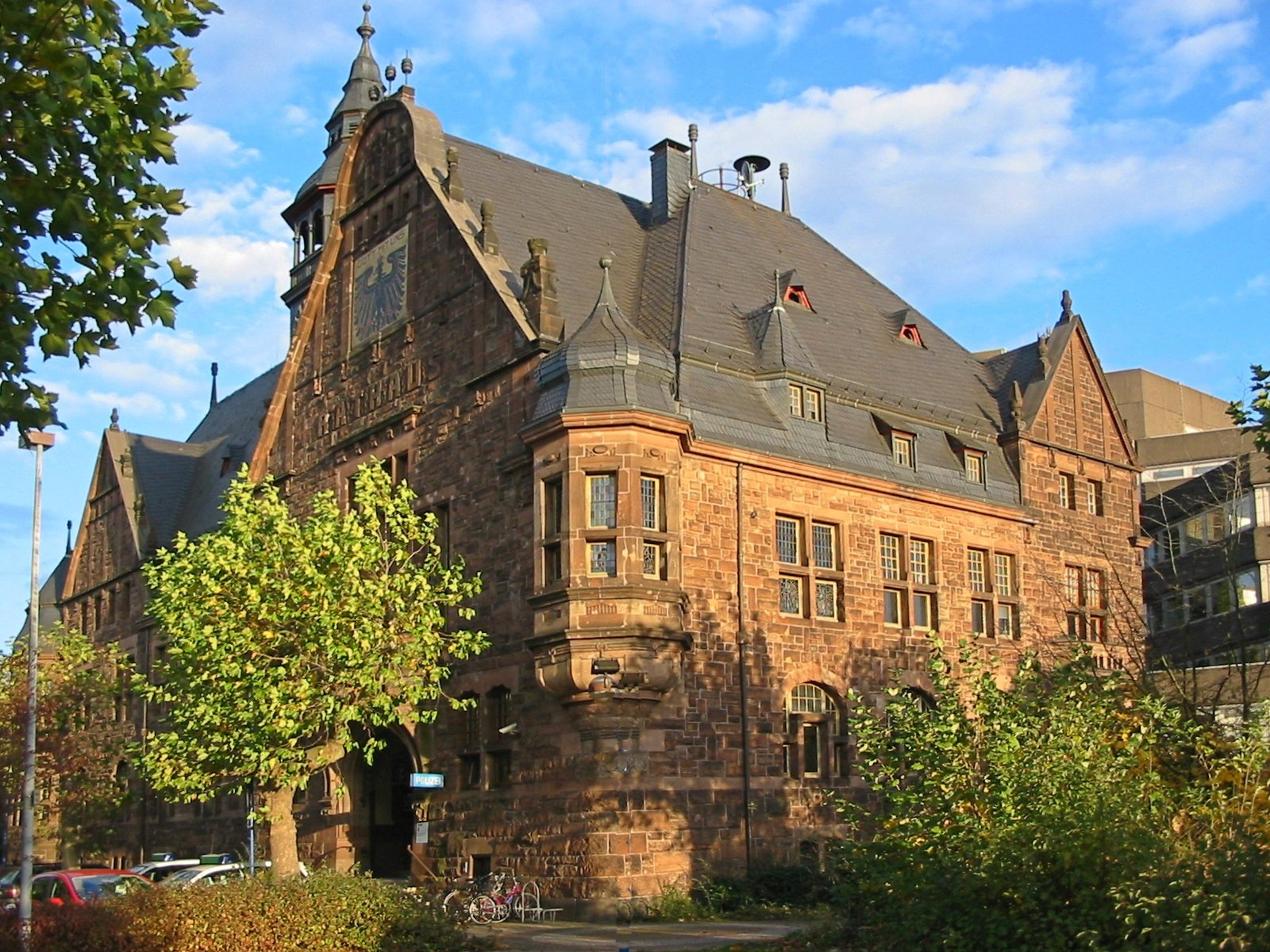
Rathaus Dillingen, vom Bahnhofsvorplatz aus

Das Rathaus Dillingen/Saar ist das Rathaus der saarländischen Stadt Dillingen/Saar im Landkreis Saarlouis. Es wurde 1906–1908 nach den Plänen des Berliner Architekten Wilhelm Franz in einer Mischung aus Neorenaissance und Jugendstilelementen als Rathaus der damaligen Bürgermeisterei Dillingen errichtet. Der 1974–1978 ausgeführte Erweiterungsbau stammt von dem Dillinger Architekten Kurt Faber (* 1929).

## Vorgeschichte

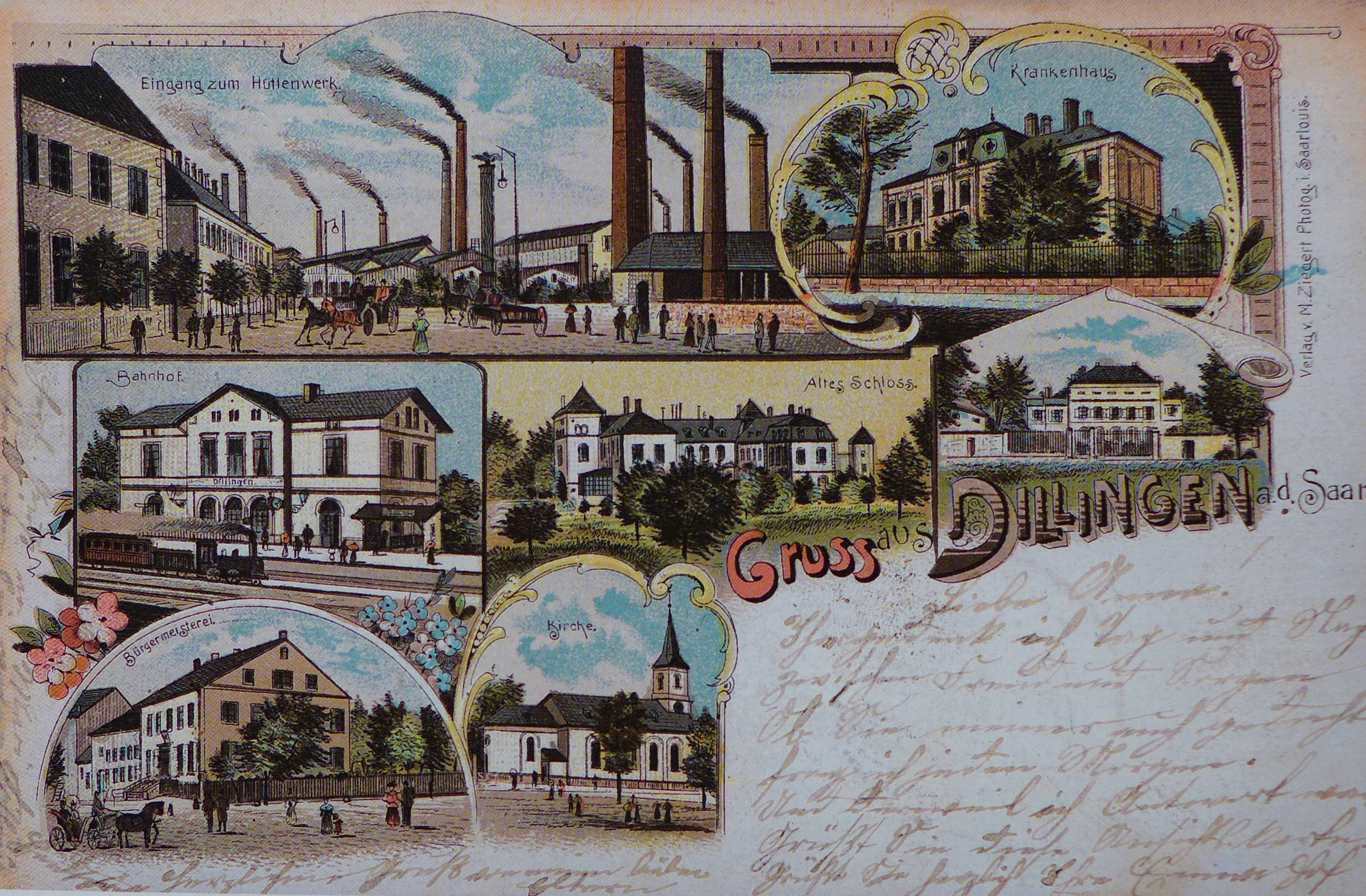
Ansichtskarte Dillingen aus dem Jahr 1898, links unten das frühere Rathaus am heutigen „Roten Platz“

In den 1870er-Jahren wuchs der Wohlstand der Gemeinde Dillingen stark an. Die Einwohnerzahl erhöhte sich von 1877 bis zur Jahrhundertwende von 2600 auf 5300. Am 1. April 1897 schieden die Gemeinden Dillingen und Pachten aus dem Verband der Bürgermeisterei Fraulautern aus und wurden zu einer selbständigen Bürgermeisterei Dillingen vereinigt. Zusammen hatten beide Gemeinden nun 5.667 Einwohner. Die Dillinger Hütte forcierte die Gründung einer eigenen Bürgermeisterei Dillingen aus wirtschaftlichen Gründen.
Innerhalb weniger Jahre wurde aus ländlichen Gemeinden ein blühendes Gemeinwesen. Die finanziellen Mittel, die der Gemeindekasse aus der Steuerkraft der Dillinger Hütte zuflossen, ermöglichten größere Bauprojekte.

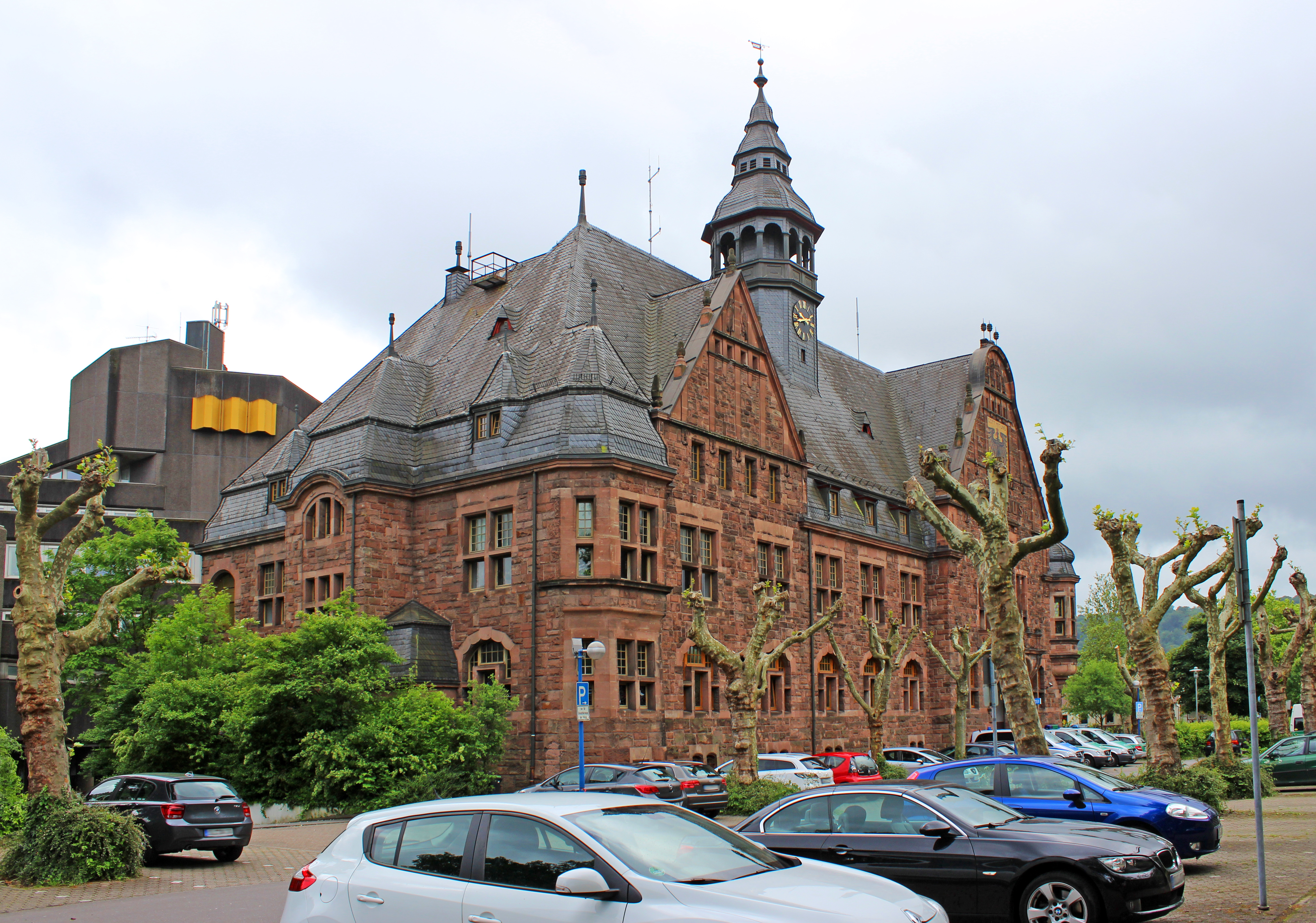
Dillingen, Altes Rathaus, von der Merziger Straße aus gesehen, dahinter der Neubau der 1970er Jahre

## Altes Rathaus

### Planungen und Bau

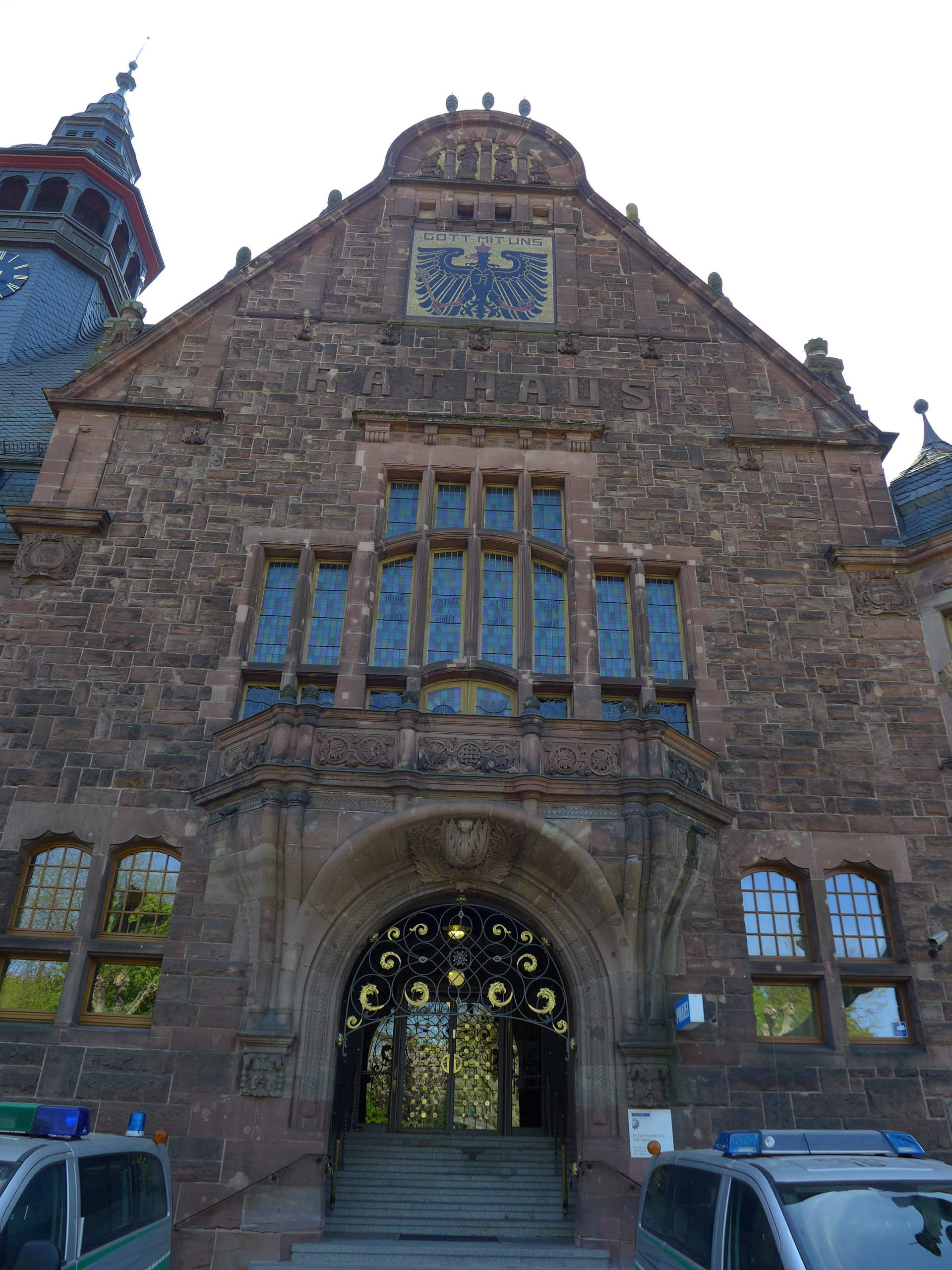
Portalgiebel des Alten Rathauses in Dillingen/Saar mit preußischem Adler und Mottospruch „Gott mit uns“

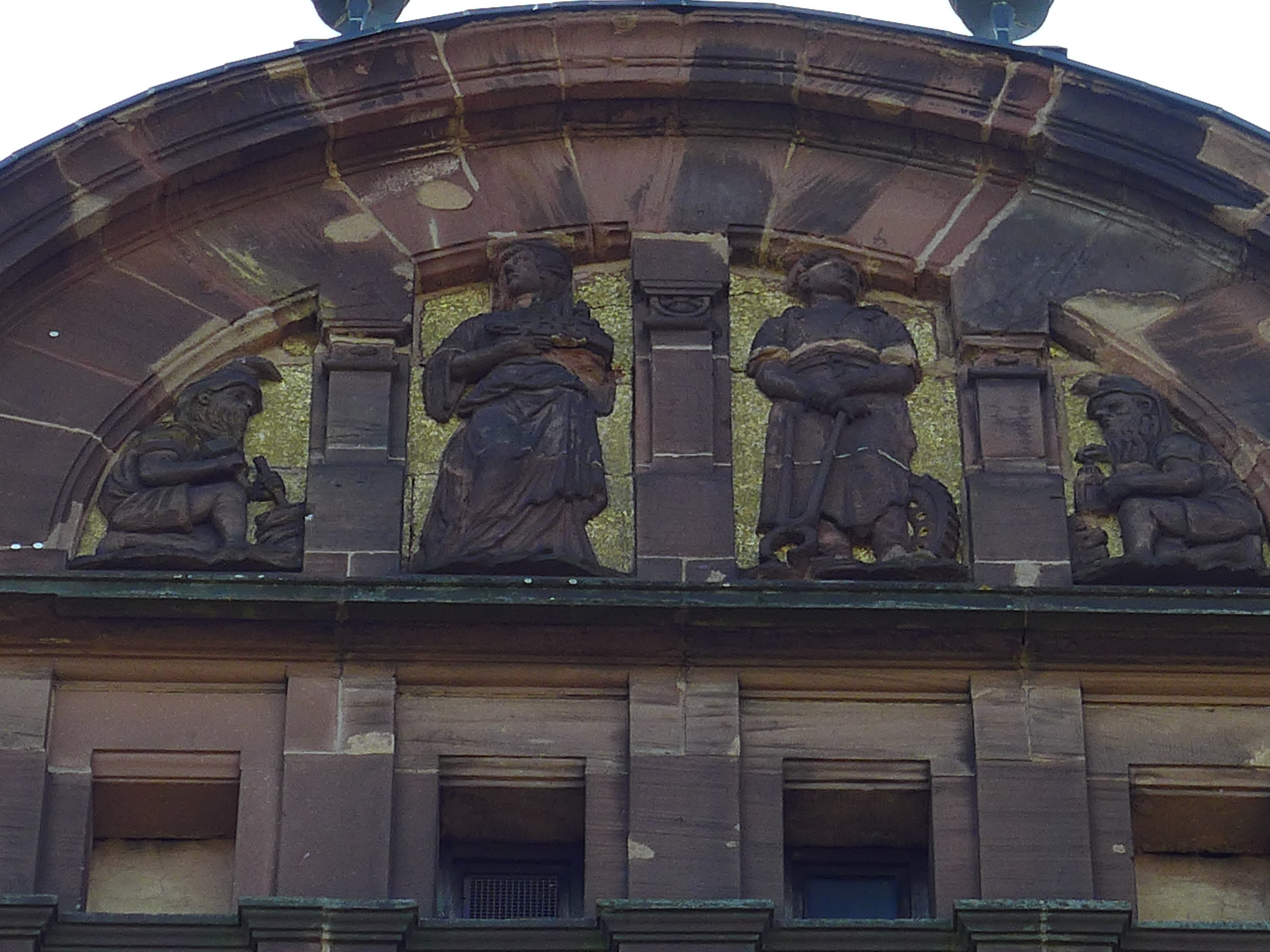
Giebelrelief des Alten Rathauses in Dillingen/Saar mit Allegorien von Erz- und Steinkohleabbau (flankierende Zwerge), Eisenindustrie (rechts) und der Gemeinde Dillingen (links)

Am 28. Dezember 1904 beschloss der Dillinger Gemeinderat den Bau eines neuen Rathauses. Bis dahin war ein Haus am Marktplatz (heute sogenannter „Roter Platz“) als Verwaltungsgebäude benutzt worden. Der Bauplatz sollte im Distrikt „In der Aht“ in der Nähe des Bahnhofs, der neuen evangelischen Kirche und des Kaiserlichen Postamts liegen. Darüber hinaus sollte in der Nähe ein Gymnasium entstehen. Der Baugrund befand sich teilweise im Besitz der Gemeinde Dillingen. Ein weiteres Grundstück erhielt man im Rahmen eines Grundstücktauschs von der Dillinger Hütte. Da zwei private Grundbesitzer nur zu hohen Preisen an die Gemeinde verkaufen wollten, griff die Gemeinde Dillingen zum Mittel der Enteignung, die im Februar 1906 abgeschlossen war.
Im Juni 1906 bewilligte der Gemeinderat einen Kredit in Höhe von 220.000 Mark (entspricht heute etwa 1.600.000 EUR) für den Neubau.
Das Rathaus gilt als eindrucksvolles Zeugnis der Epoche des Historismus. Es sollte zwar in erster Linie den gestiegenen Anforderungen der Gemeindeadministration Rechnung tragen, aber auch das Repräsentationsbedürfnis der aufstrebenden Industriestadt befriedigen.
Das aus rotem Sandstein erbaute, schiefergedeckte Rathaus wurde von Wilhelm Franz, der als Professor an der Technischen Hochschule (Berlin-)Charlottenburg lehrte, in einer Mischung aus Neorenaissance und Jugendstilelementen entworfen. Wilhelm Franz hatte vor seiner Lehrtätigkeit in St. Johann an der Saar die Bauarbeiten des Rathauses St. Johann geleitet, das von Georg von Hauberrisser entworfen worden war. Franz und Hauberrisser hatten sich beim Bau des Neuen Rathauses Wiesbaden kennen und schätzen gelernt. Während seiner Tätigkeit in St. Johann war Franz auch als Stadtverordneter kommunalpolitisch aktiv gewesen.
Wilhelm Franz übertrug infolge seiner Arbeitsbelastung an der Technischen Hochschule Charlottenburg die örtliche Bauleitung des Dillinger Rathausbaues den Architekten Alwin Heinker und Kurt Witzschel, die sich in St. Johann durch die Errichtung zahlreicher Neubauten einen Namen gemacht hatten. Die Namen der beiden Architekten Franz und Witzschel sind in einer Kartusche am Hauptgiebel verewigt.
Der Dillinger Bauunternehmer J. W. Witt, der auch kurze Zeit später mit dem Bau des Saardoms beauftragt wurde, erhielt in einer Gemeinderatssitzung den Zuschlag für die Bauausführung – er hatte das günstigste Angebot vorgelegt (71.926,30 Mark; heutiger Gegenwert ca. 500.000 EUR). Darüber hinaus wurden folgende Unternehmen beauftragt:
- Eisenbetonarbeiten: Krutina & Möhle in Malstatt
- Zimmererarbeiten: Firma Marx in Dillingen
- Zentralheizung: Gebr. Körting  AG in Hannover
- Klempnerarbeiten: Firma Maurer in Saarbrücken
- Dachdeckerarbeiten: Firma Six in Saarbrücken
- Schreinerarbeiten: Firma Felbel-Chassé in St. Johann
- Glaserarbeiten: Firma Mexer in St. Johann
- Bildhauerarbeiten: Firma Schneider in St. Johann
- Plattenarbeiten: Firma Seyffarth in St. Johann
- Entwässerungsarbeiten: Monteur Kröner in Dillingen
- Anstreicher-, Maler- und Tapezierarbeiten: Firma Maus-Holz in Saarlouis
- Kunstverglasungen im Sitzungssaal: Firma Geck in Wiesbaden
- Kunstverglasungen im Treppenhaus: Firma Binsfeld in Trier

### Einweihung
Am Sonntag, dem 29. März 1908 wurde das neuerbaute Rathaus mit Festgottesdiensten in der katholischen Dillinger Pfarrkirche St. Johann und der evangelischen Kirche eingeweiht. Anschließend zog ein Festzug, gebildet aus den Dillinger Vereinen, Musikkapellen, Gesangvereinen, dem Gemeinderat, den Beamten der Gemeindeverwaltung, Geladenen und der Bevölkerung, vom alten Verwaltungsgebäude am Marktplatz durch die fahnengeschmückte Kaiser-Wilhelm-Straße (heute Johannesstraße) und die Kaiser-Friedrich-Straße (heute Merziger Straße) zum Rathausneubau, wo Bürgermeister Matthias Schmitt eine Festrede vor dem Gebäude hielt. Unmittelbar daran anschließend wurde das benachbarte neue Gymnasium (nach Kriegsbeschädigung und Umbau heute Turnhalle Merziger Straße), das ebenfalls von Wilhelm Franz (Bauleitung Kurt Witzschel, St. Johann) entworfen worden war, eingeweiht.

### Architektonische Gestaltung

#### Außenbau

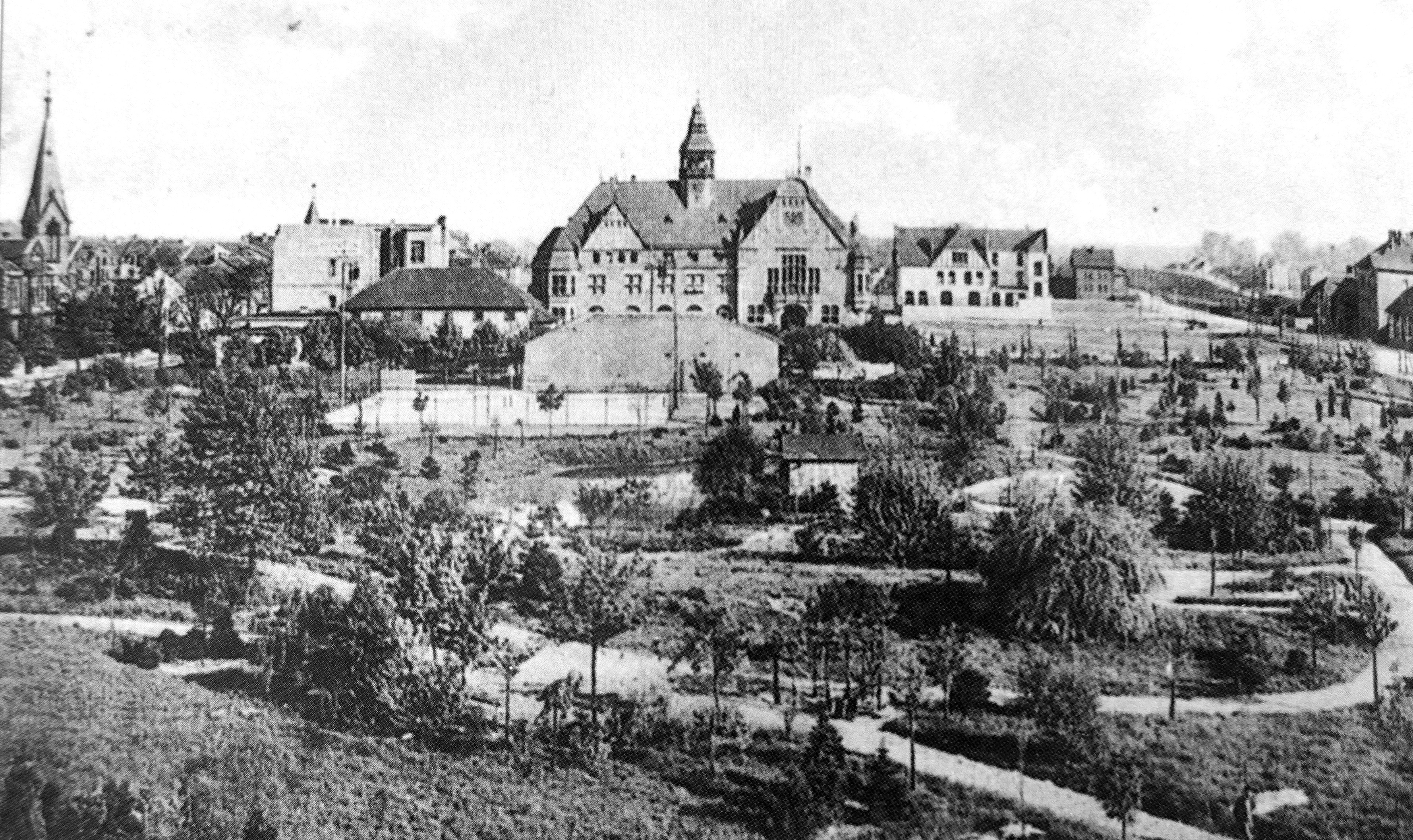
Dillingen/Saar, Volkspark mit (v. r. n. l.) evangelischer Kirche, Rathaus, Postamt und Bahnhof nach der Fertigstellung des Rathauses im Jahr 1908 (Kreisarchiv Saarlouis)

Städtebaulich bildete das Dillinger Rathaus bis zu den Zerstörungen des Zweiten Weltkriegs das Zentrum eines urbanen Komplexes aus Bahnhof, Gymnasium, Finanzamt, Kirche, Postamt, Stadtpark und Wohnbauten.
Die Hauptfassade des Rathauses in Bossenwerk ist zweigeschossig und breit gelagert. Der repräsentative Hauptrisalit mit Eingangstreppe, Balkon mit vorgewölbter Balkonkonsole, Ratssaalfenster und Zwerchhausgiebel mit eingeschossigem Eckerker ist nach rechts verschoben. In seiner Anordnung und Ausgestaltung entspricht er dem Eckerkerturm des Rathauses in Rothenburg ob der Tauber, der allerdings dreigeschossig ausgeführt ist.

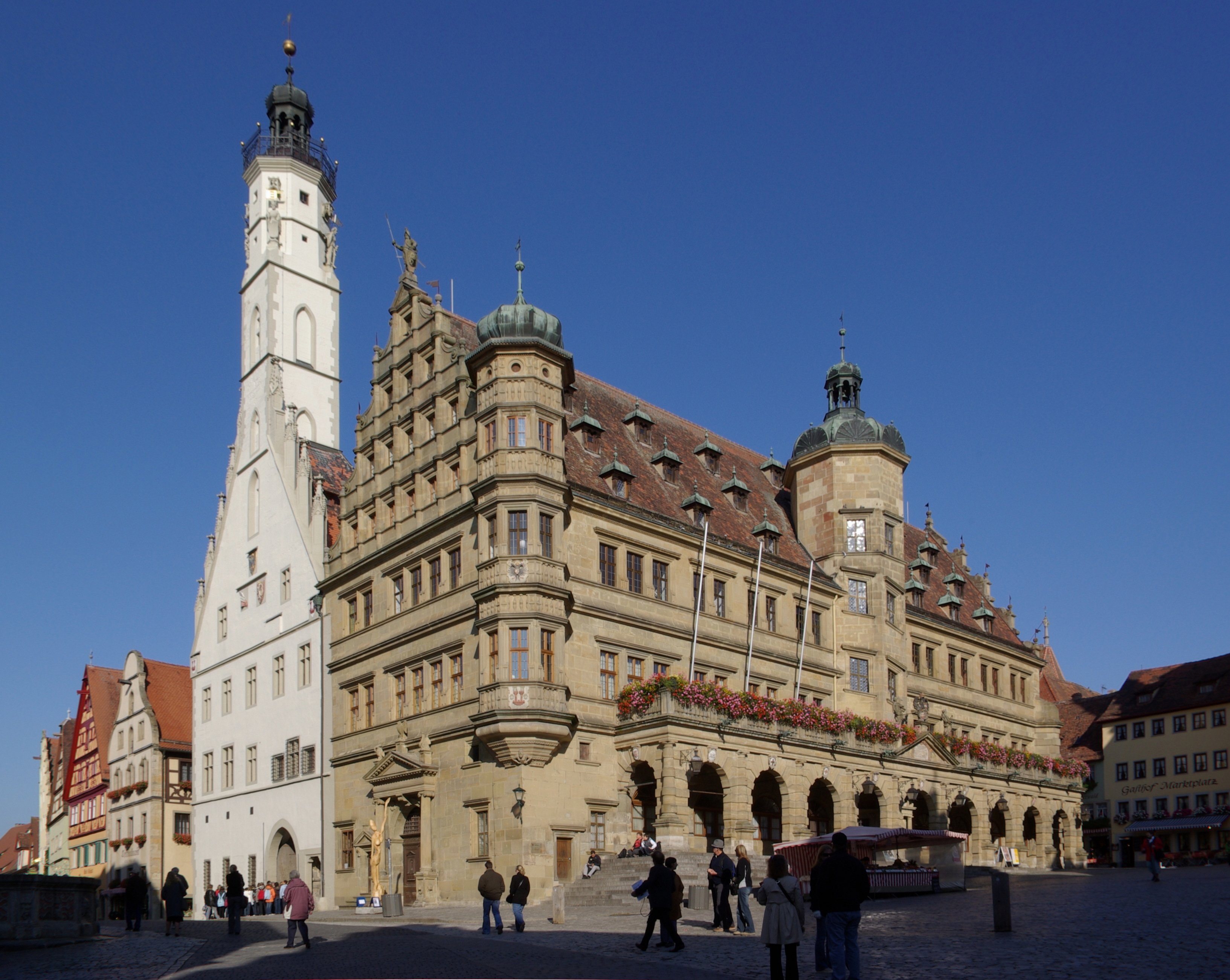
Rothenburg ob der Tauber, Eckerkerturm am Rathaus

Dem rechten Eckerker entspricht auf der linken Fassadenseite ein kleinerer Risalit mit Zwerchhausgiebel und polygonalem Standerker. Die Seitenfronten sind ebenfalls giebelbekrönt. In der Mitte der Fassade erhebt sich auf dem hohen, gaubengeschmückten Dachaufbau ein Dachreiter mit Turmuhr, Rundbogengalerie und Schweifhaube mit Wetterfahne. Die Gestaltung des Dachreiters erinnert an fränkische Rathausbauten der Renaissance, wie etwa  das Alte Rathaus in Schweinfurt oder wiederum an das Rathaus in Rotenburg ob der Tauber.

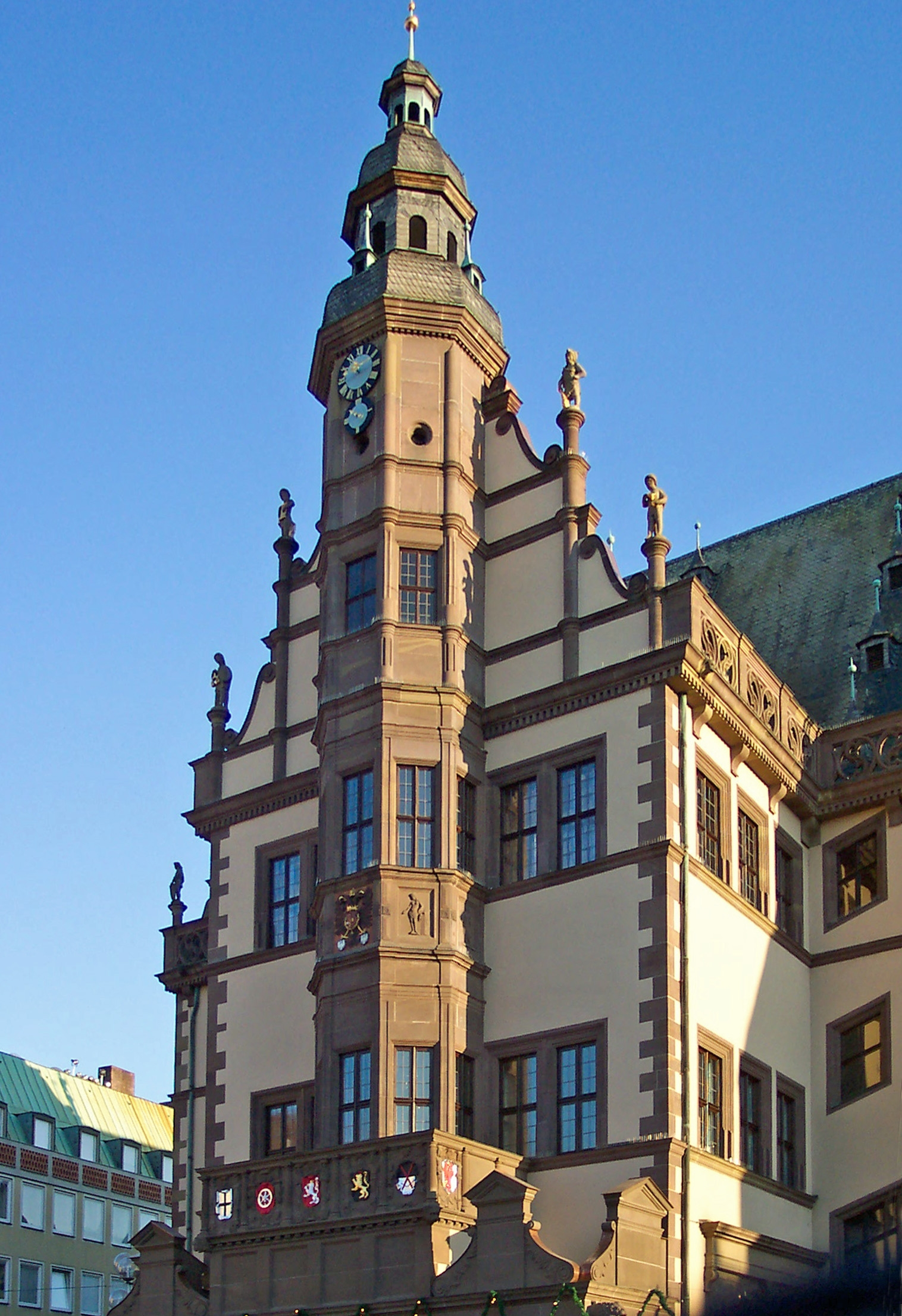
Schweinfurt, Rathausturm

Das steile Zeltdach mit Mansardgeschoss ist mit Schiefer gedeckt. Das Eingangsportal, in das man über eine breite Treppe gelangt, ist mit einem schmiedeeisernen Rankwerkgitter mit vergoldeten Elementen geschmückt. Die Gitter und der leicht geschwungene Übergang zwischen Wand und Ratssaalbalkon nehmen Jugendstilformen und germanisierendes Flechtwerk mit Knotenmustern auf.
Auf dem Hauptgiebel prangt in Goldmosaik der schwarze Adler des Königreichs Preußen. Der Kopf des Adlers trägt eine geschlossene Königskrone, seine Fänge halten ein adlergeschmücktes Zepter und einen blauen kreuzbekrönten Reichsapfel. Auf seiner Brust stehen die Initialen des ersten preußischen Königs Friedrich I.: „FR“ für „Fredericus Rex“. Darüber befindet sich die Inschrift „Gott mit uns“ – seit 1701 der Wahlspruch der Hohenzollern-Dynastie, der deutschen Kaiser und ein Teil der preußischen sowie später der deutschen militärischen Hoheitszeichen. Nobiscum deus („Gott mit uns“) war der Schlachtruf des späten Römischen Reiches und des Byzantinischen Reiches, auf Deutsch wurde dieser Ausspruch zuerst vom Deutschen Orden verwendet.
Der Wahlspruch Gott mit uns ist eine wörtliche Übersetzung des hebräischen Namens Immanu-El (עמנואל) und spielt auf das Heilsorakel des Propheten Jesaja für den judäischen König Ahas im Jahre 733 v. Chr. an (Jesaja 7,14  u. ö.), das später messianisch gedeutet wurde (vgl. Matthäus 1,23 ).
Über dem Wahlspruch erheben sich vor Mosaikgoldgrund vier lebensgroße Figuren. Von links nach rechts sind dargestellt: ein kniender Erzhauer mit Hammer und Meißel, eine nach links blickende Frauengestalt, die in ihren Händen ein Städtemodell trägt, als Personifikation der Gemeinde Dillingen, ein nach rechts blickender Stahlarbeiter mit Eisenzange und Zahnrad, ein kniender Bergmann mit Grubenlampe.

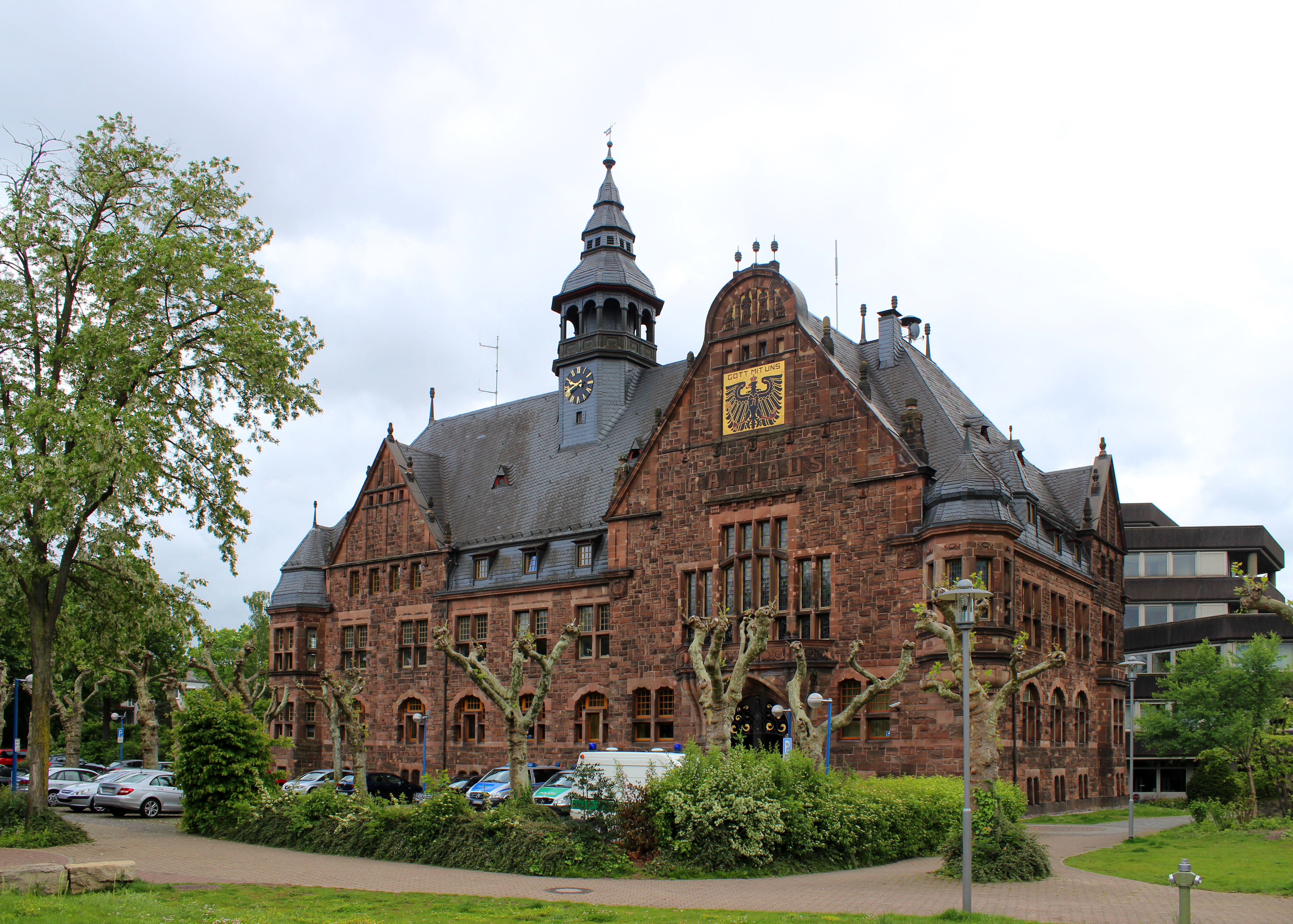
Hauptfront, Altes Rathaus
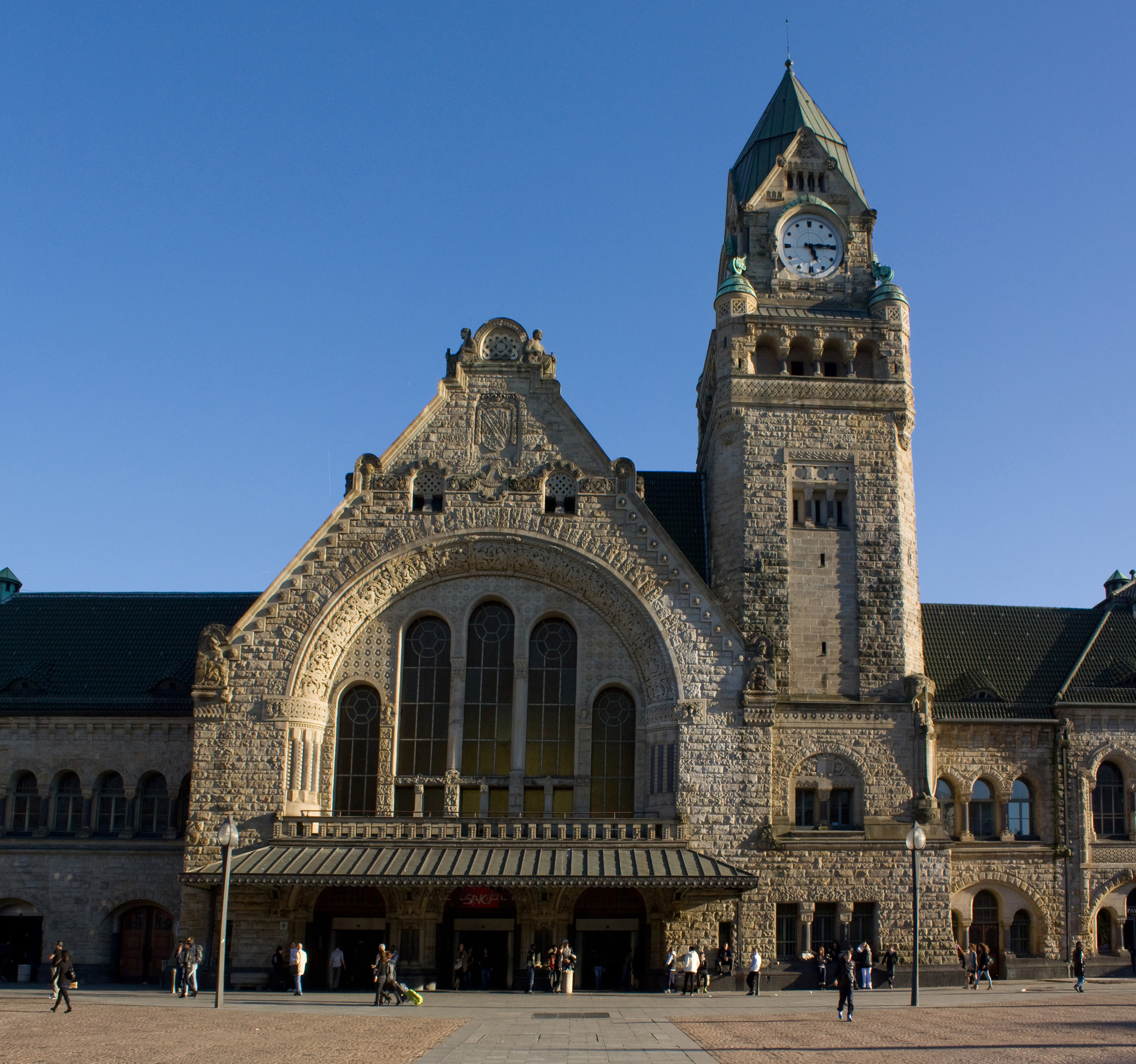
Hauptgiebel Metzer Bahnhof
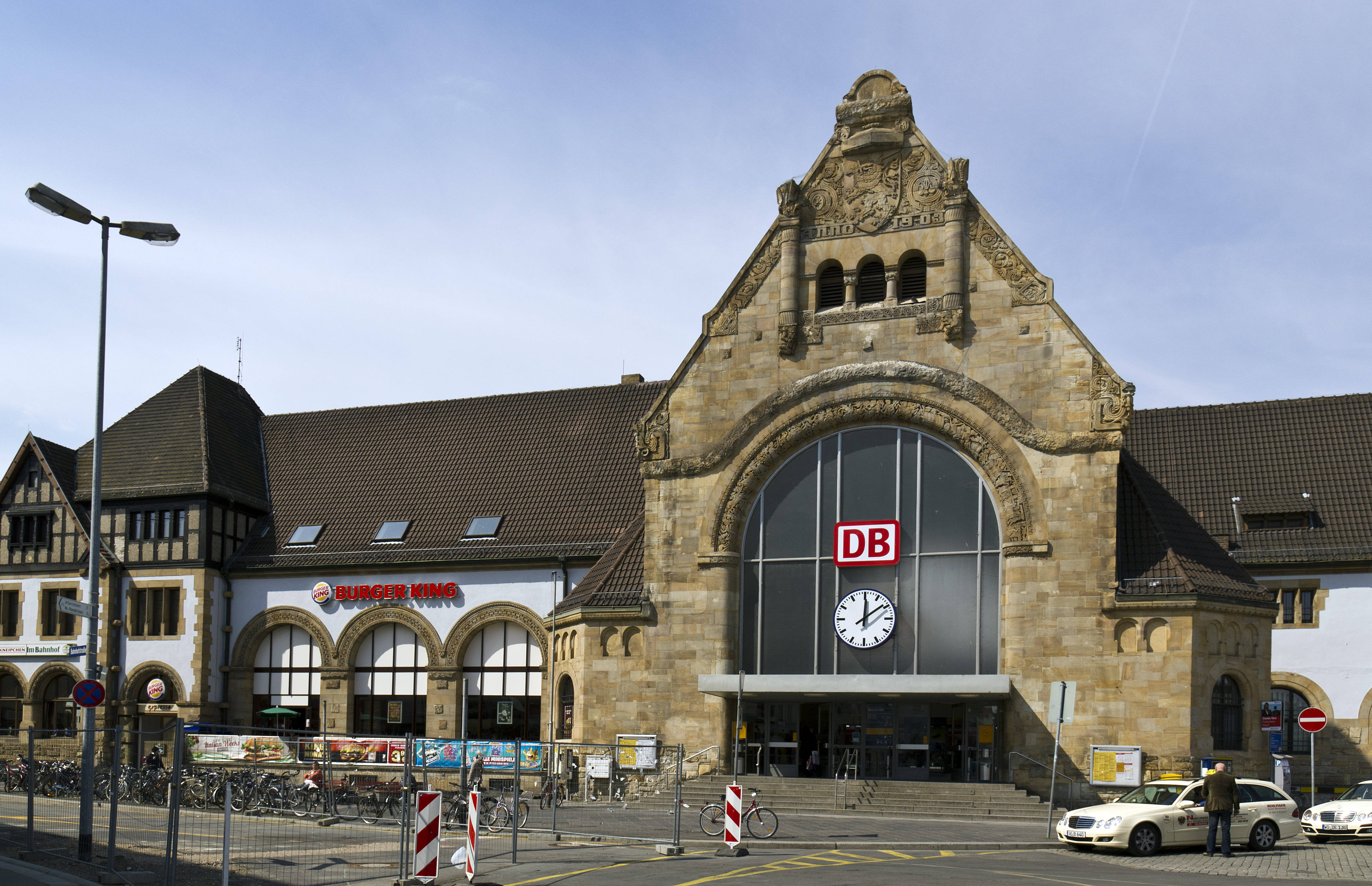
Worms, Hauptbahnhof, Hauptgiebel
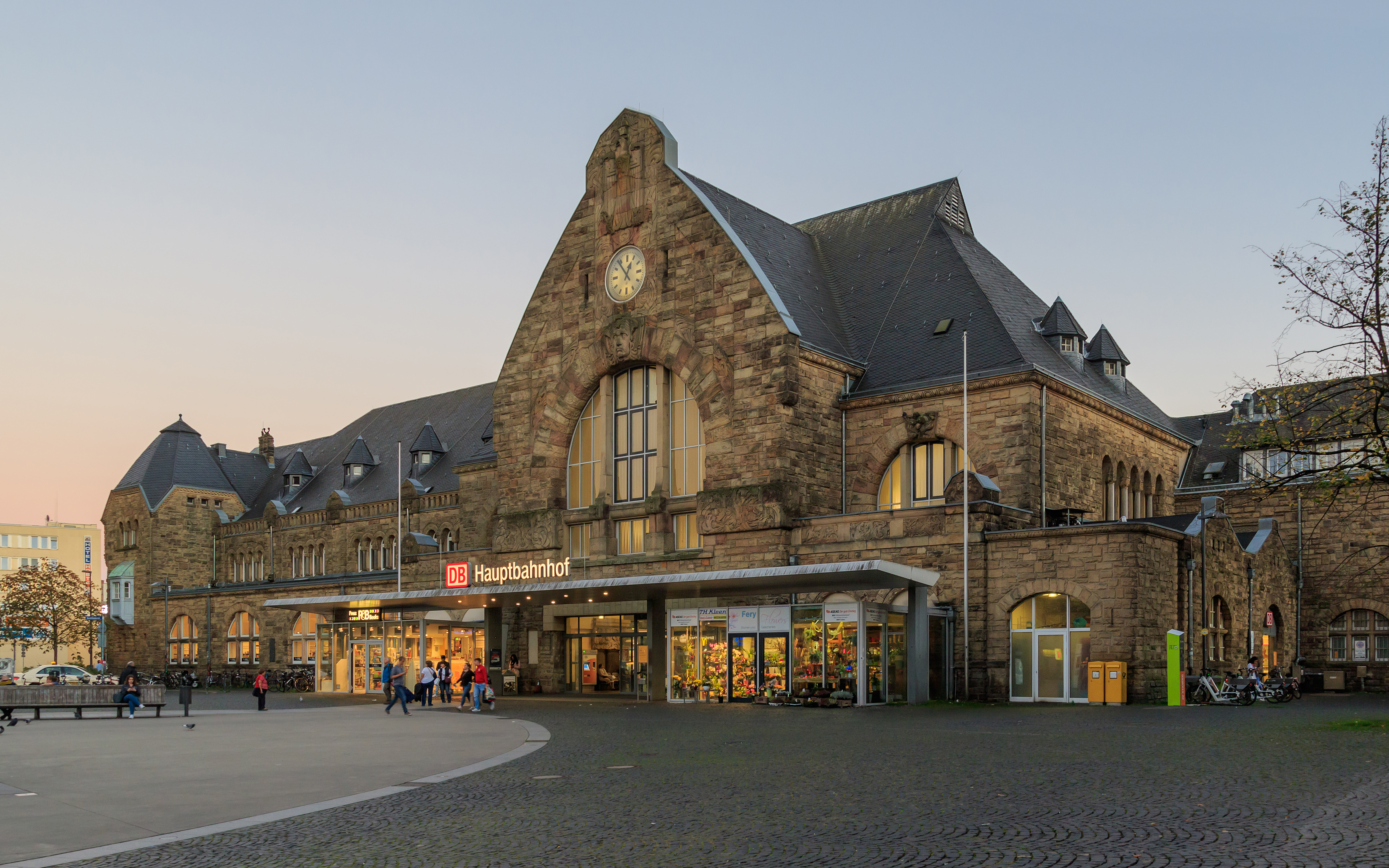
Aachen, Hauptbahnhof, Hauptgiebel

Der Hauptgiebel weist in seiner Linienführung deutliche Parallelen zu den neoromanischen Hauptgiebeln des Metzer Bahnhof, des Wormser Hauptbahnhofs sowie des Aachener Hauptbahnhofs auf. Der mit der Rezeption wuchtiger Stilformen vorgenommene stilistische Verweis auf die unter Kaiser Wilhelm II. idealisiert gesehenen Epochen des Mittelalters und der Frühen Neuzeit diente der Legitimation und Glorifizierung des zeitgenössischen Kaisertums und sollte eine Zeit wachrufen, in der das Heilige Römische Reich machtvoll und das Herrscherhaus ein absolutes und nicht ein verfassungsrechtlich eingeschränktes gewesen war. Dieses Programm galt besonders für das ab 1870 annektierte Elsass-Lothringen, wurde aber auch im benachbarten Saarland gerne angewendet. Die Wahl des Baustils und der verwendeten Materialien wurde bewusst als Wahrzeichen für die Kraft des Deutschtums eingesetzt.
Der linke Zwerchhausgiebel der Hauptfassade ist im Spitzfeld mit zwei sitzenden Adlern geschmückt, die sich einander anschauen und ihre Flügel enggeschlossen am Körper halten. Die Bogengliederung des ersten Obergeschosses zeigt Parallelen zur Fassade der Goslarer Kaiserpfalz. Die Bossenwerk-Gestaltung der Fassade zitiert Bauten der staufischen Epoche.

#### Sitzungssaal

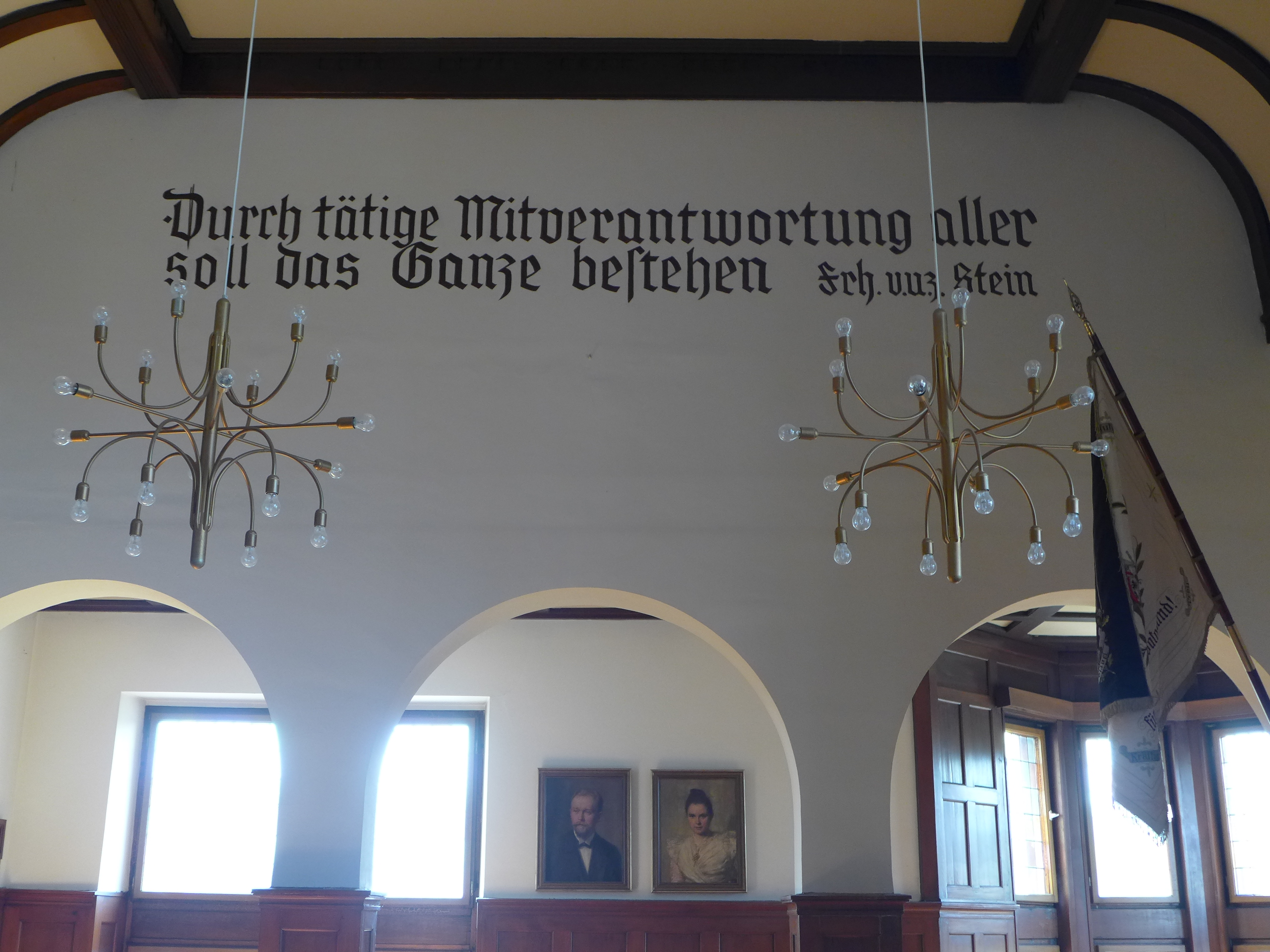
Alter Ratssaal, Dillingen/Saar, Inschrift Freiherr vom Stein

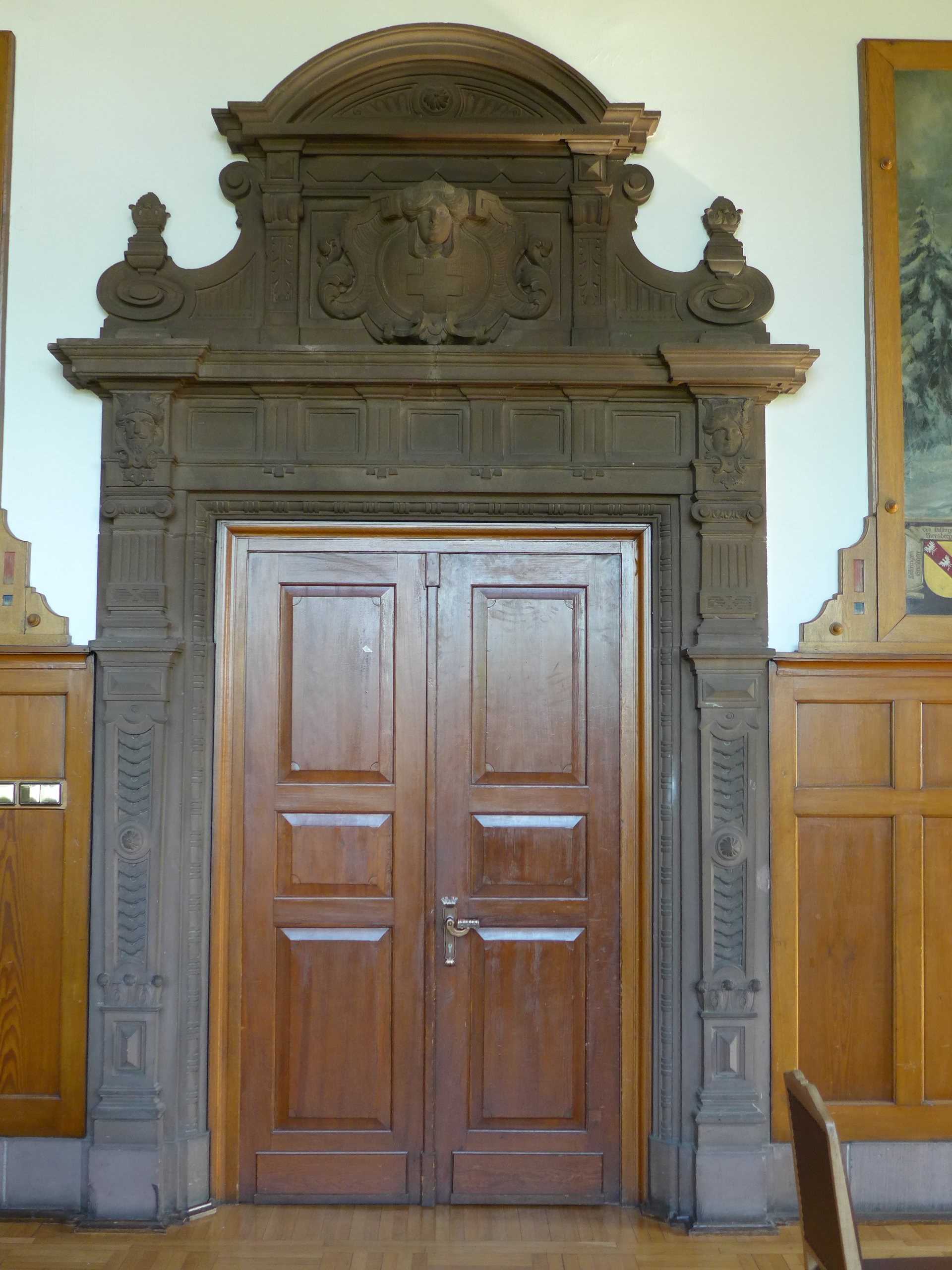
Alter Ratssaal Dillingen/Saar, Eingangsportal

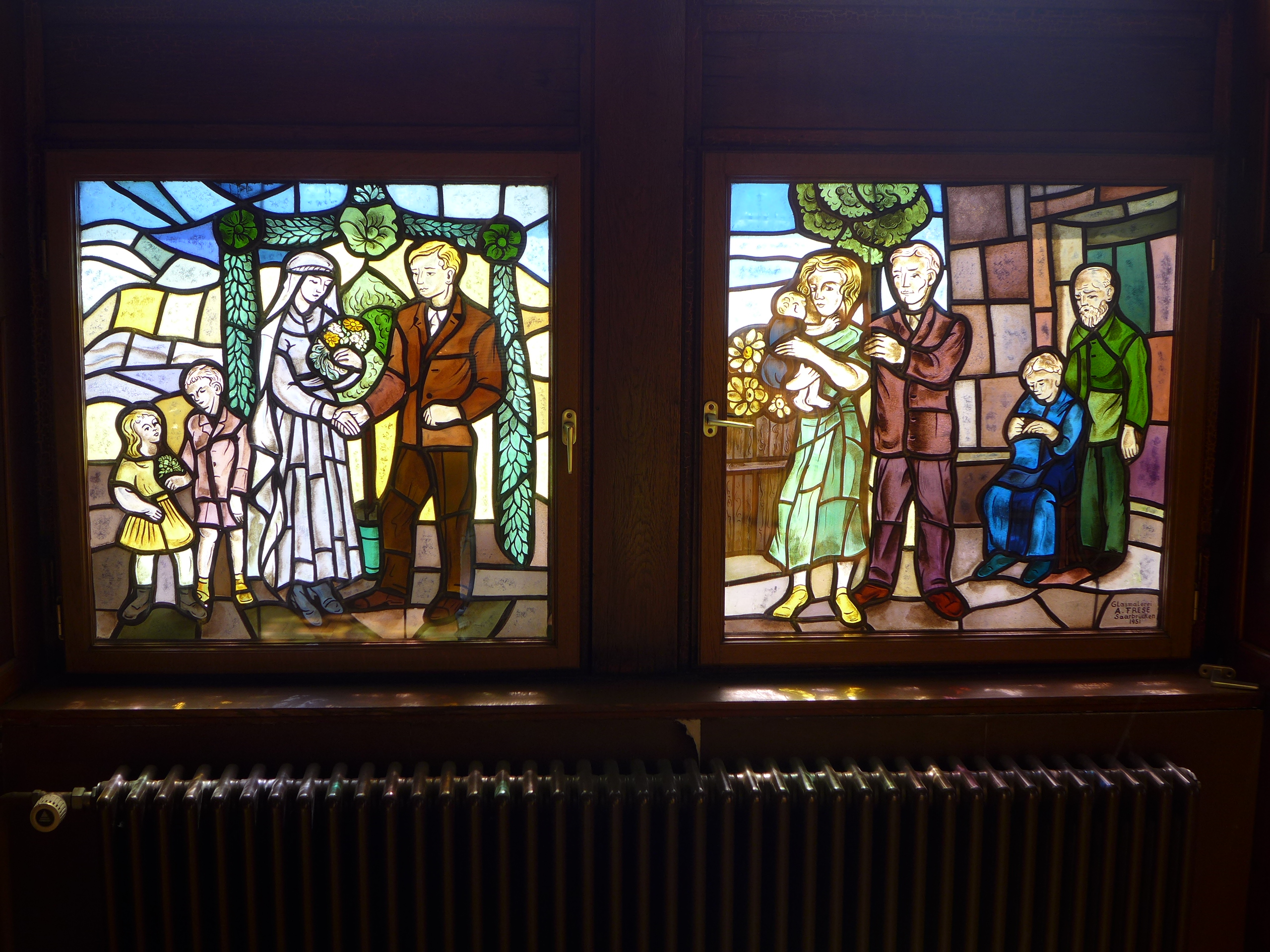
Ehefenster des alten Ratssaales in Dillingen/Saar

Der Sitzungssaal hat eine Höhe von 6,50 Metern, eine Breite von 7,10 m und eine Länge von 14,20 m. Eine dreibogige Arkade trennt einen Zuschauerbereich ab.
Über den Arkaden erscheint als großformatige Inschrift ein Zitat des preußischen Staatsmanns und Reformers Heinrich Friedrich Karl Reichsfreiherr vom und zum Stein in Frakturschrift: „Durch tätige Mitverantwortung aller soll das Ganze bestehen“. Stein hatte auf dem Wiener Kongress die Angliederung der Saarorte, und damit auch Dillingens, an das Königreich Preußen stark gefördert.
Die unteren Wandteile sind holzvertäfelt. Im oberen Teil gehen die Wände in einer holzrippengeschmückten Hohlkehle in den weißen Deckenspiegel über.
Im Innern beeindrucken die Verglasungen und die großformatigen Wandgemälde des alten Sitzungssaals. Die im Zweiten Weltkrieg zerstörten historistischen Glasmalereien wurden im Jahr 1951 durch das Saarbrücker Glasatelier Freese neu gestaltet. Das linke Fenster in der Arkade zeigt Paare in verschiedenen Lebensaltern: ganz links ein Mädchen mit Blumenstrauß und ein Junge, dann ein Brautpaar unter einer Lorbeergirlande. Daneben sieht man unter einem grünen Baum ein Paar mit Kleinkind auf dem Arm der Mutter, während der Mann seine Frau sanft streichelt. Rechts davon ist ein altes Ehepaar dargestellt: hinter einer sitzenden alte Frau im blauen Kleid, die zu stricken scheint, steht ein alter bärtiger Mann in grüner Bekleidung.
Die Erkerfensterverglasungen stellen verschiedene Vögel dar:
- ein Rabe mit Schreibutensilien (Papier, Tintenglas und Federkiel): In der nordischen Mythologie symbolisiert der Rabe die Weisheit.
- eine Eule auf einem Buch: In der griechischen Mythologie gilt die Eule als Vogel der Weisheit und als Begleittier der Göttin Athene.
- ein Falke auf einem Ast: In der Keltischen Mythologie galt der Falke als Übermittler zwischen Diesseits und Jenseits.
- ein krähender Hahn auf einem Erdhügel: Im Volksglauben ist der Hahn das Symbol für Kampflust und Kampfbereitschaft, auch der Wachsamkeit und des Sonnenaufgangs.
- ein Pinguin auf bläulichen Eisschollen

Die Tür zum Ratssaalbalkon zeigt links den Hermesstab als Symbol von Handel und Gewerbe und rechts Zahnrad und Fliehkraftregler als Symbole der Industrie. Über der Tür ist in der Verglasung das Zitat „Arbeit ist des Bürgers Zierde, Segen ist der Mühe Preis“ aus dem Gedicht Das Lied von der Glocke von Friedrich Schiller aus dem Jahr 1799 zu lesen.
Die Fenster neben der Tür zum Ratssaalbalkon zeigen typische Dillinger Handwerksberufe. Links von der Tür zum Ratssaalbalkon sind (von links nach rechts) dargestellt:
- ein Dachdecker mit Ziegeln und Leiter,
- ein Schlosser an der Werkbank,
- ein Schmied am Amboss.

Rechts von der Tür zum Ratssaalbalkon sind (von links nach rechts) dargestellt:
- ein Metallgießer am Schmelzofen,
- ein Bauer mit Sense und Korngarben,
- ein Bergmann im Schacht mit einer Güterlore.

Rechts und links vom Fenster des Ratssaalbalkones befinden sich große Kamine aus Sandstein.
An der der Arkadenwand gegenüberliegenden Seite des Saales befindet sich in der Mitte ein prächtiges Neorenaissance-Portal aus Sandstein. In der Supraporte sind Symbole von Recht und Gerechtigkeit dargestellt (Waage, Richtschwert, Gesetzbuch). Links vom Türgewände hängt als Holzrelief das Dillinger Gemeindewappen, rechts vom Türgewände das Wappen der lothringischen Dynastie Lenoncourt, die von 1657 bis 1743 die Herren von Dillingen stellte und im Jahr 1685 die Dillinger Hütte gründete.
Das Lenoncourt-Wappen befindet sich auch in der Supraporte des Neorenaissance-Portals der Eingangstür zum Ratssaal.
Links und rechts dieser Eingangstür hängen zwei große Wandgemälde. Sie führen Aspekte der Geschichte Dillingens vor Augen. Themen der Wandgemälde sind:

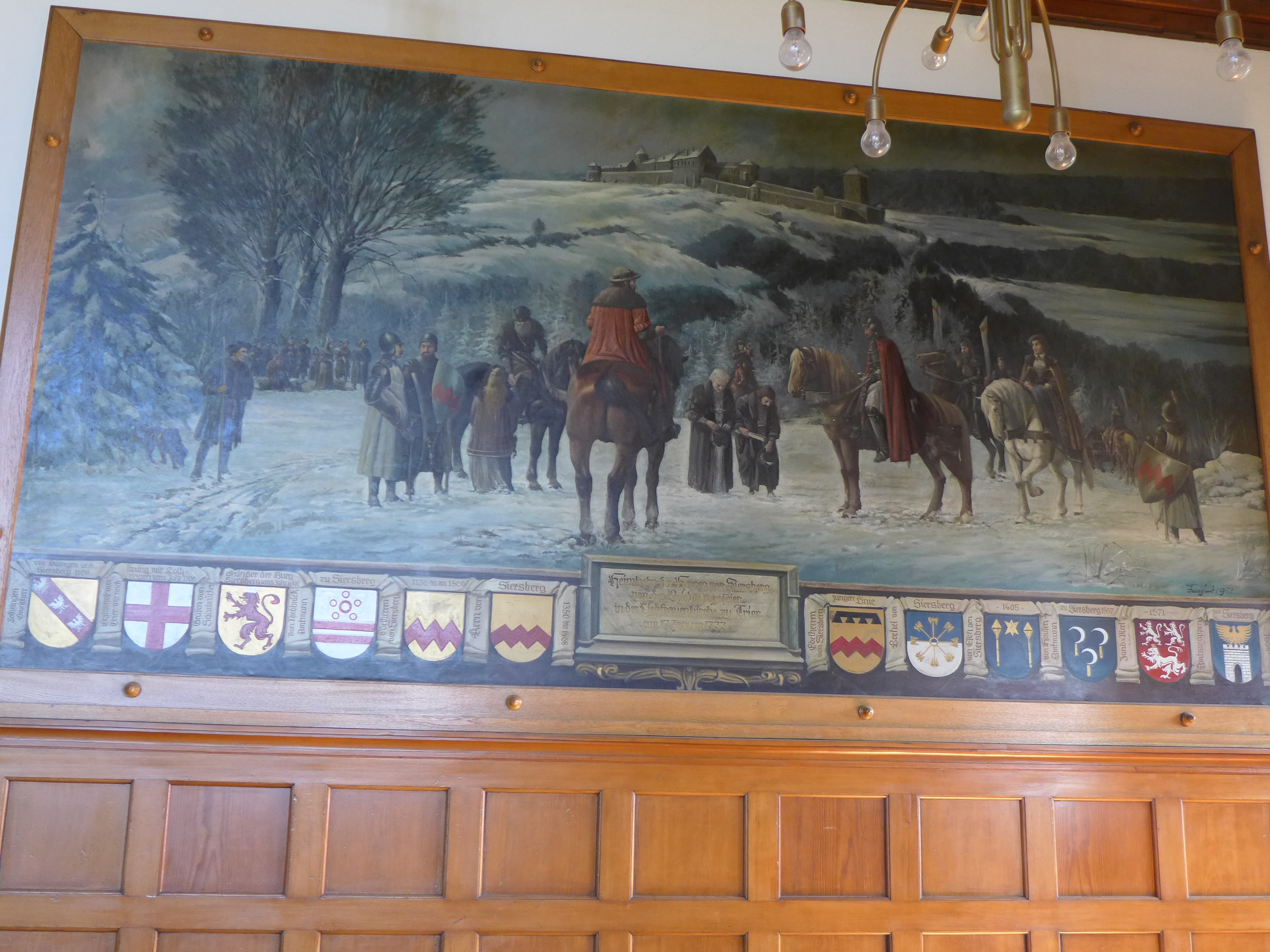
Dillingen/Saar, Alter Ratssaal, Gemälde „Die Rückkehr der Herren von Siersberg und Dillingen von der Belehungsfeier in der Liebfrauenkirche zu Trier am 17. Januar 1333“ von Otto Günther-Naumburg mit Wappengalerie

- Rechts von der Eingangstür: „Die Rückkehr der Herren von Siersberg und Dillingen von der Belehungsfeier in der Liebfrauenkirche zu Trier am 17. Januar 1333“[14] Zu sehen ist eine teilweise berittene Ritterschar am Fuße der Siersburg in einer verschneiten winterlichen Landschaft. Die dargestellte Szene erinnert an die heftigen Auseinandersetzungen im 13. und 14. Jahrhundert zwischen dem Erzbistum und Kurfürstentum Trier und dem Herzogtum Lothringen. Im Jahr 1282 hatte Herzog Friedrich III. von Lothringen in der Trierer Liebfrauenkirche die Siersburg von Erzbischof Boemund II. von Saarbrücken als Lehen erhalten. Im Jahr 1333 sollten sich Herzog Rudolf von Lothringen und Erzbischof Balduin von Luxemburg treffen, um sich über das umstrittene Lehen der Siersburg zu einigen. Während Balduin mit allen Urkunden, die seinen Anspruch untermauerten, erschien, blieb Herzog Rudolf dem Treffen fern und schickte auch keine Stellvertreter. So wurde das Lehen Kurtrier zugesprochen.[15]

Am unteren Bildrand des Gemäldes sind zwölf historische Wappen dargestellt, die in Beziehung zur Dillinger Stadtgeschichte stehen: das Wappen der Herzogtums Lothringen, das Wappen des Kurfürstentums Trier, das Wappen der Grafschaft Saarbrücken, das Wappen des Amtmanns Kaspar von Niedbruck, das Wappen der Edelherren von Siersberg, das Wappen der Herren von Siersberg, das Wappen der Edelherren von Siersberg (jüngere Linie), das Wappen der Dynastie Bechel von Siersberg, das Wappen der Dynastie Esch von Siersberg, das Wappen des Amtmannes von Hausen, das Wappen der Dynastie Zand von Merl und das Amtswappen der Vogtei Siersberg. Die Wappen sind umgeben von erklärenden Banderolen mit Herrschaftsdaten.

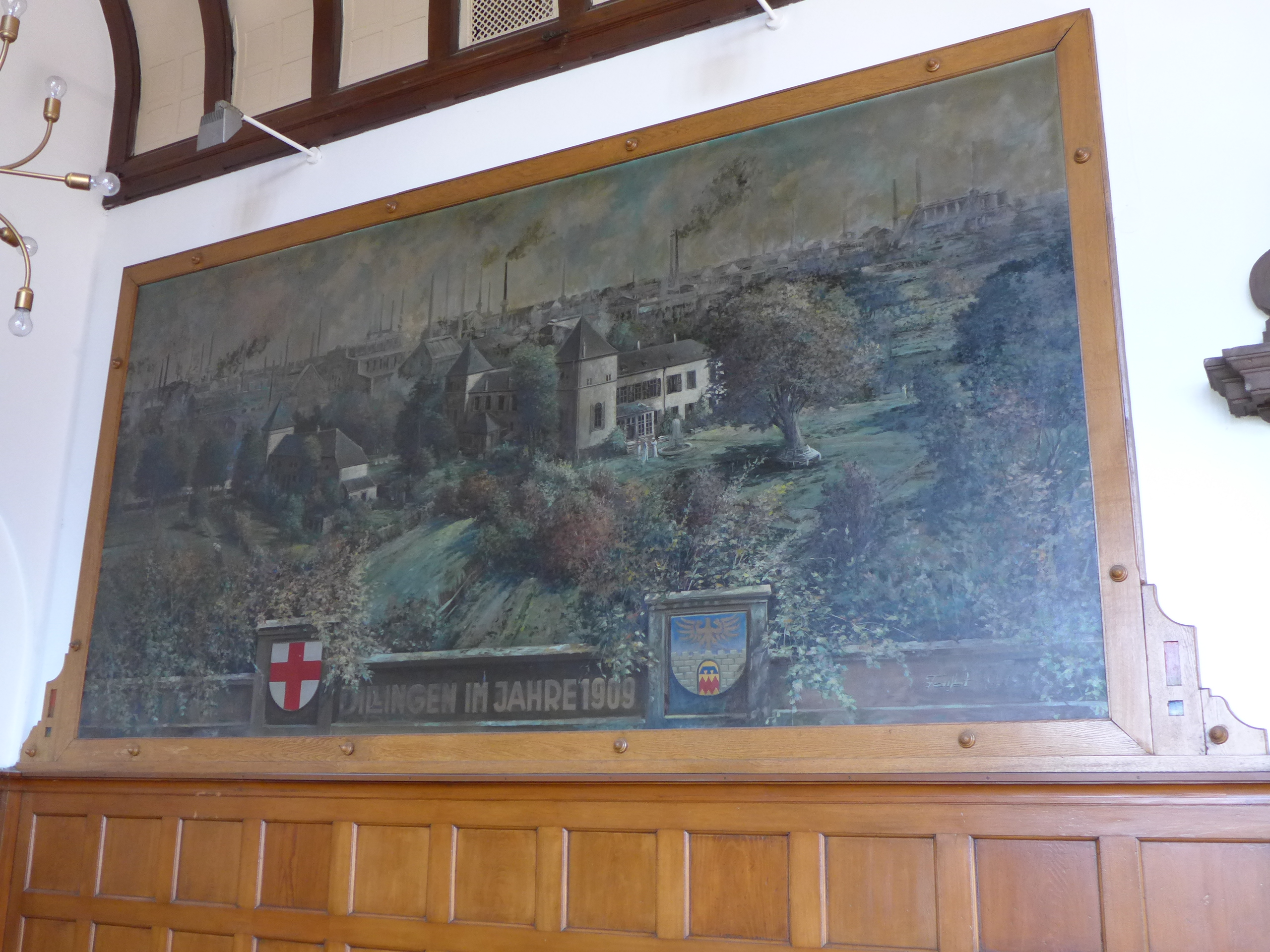
Dillingen/Saar, Alter Ratssaal, Gemälde „Das alte Schloss und die Dillinger Hütte im Jahre 1909“ von Otto Günther-Naumburg

- Links von der Eingangstür: „Das alte Schloss und die Dillinger Hütte im Jahre 1909“. Am unteren Bildrand des Gemäldes sind wiederum das Dillinger Gemeindewappen (rechts) und das Wappen der Dynastie Lenoncourt (links) dargestellt.

Schöpfer der beiden Gemälde war der Landschafts- und Architekturmaler Otto Günther-Naumburg, der wie Wilhelm Franz ebenfalls als Professor an der Technischen Hochschule (Berlin-)Charlottenburg tätig war. Nach Beschädigungen im Zweiten Weltkrieg wurden die beiden Gemälde vom Dillinger Maler Heinrich Faißt restauriert, der auch in der Dieffler Pfarrkirche St. Josef und St. Wendelin zwei Großgemälde geschaffen hatte.

### Planungen zu einem Erweiterungsbau

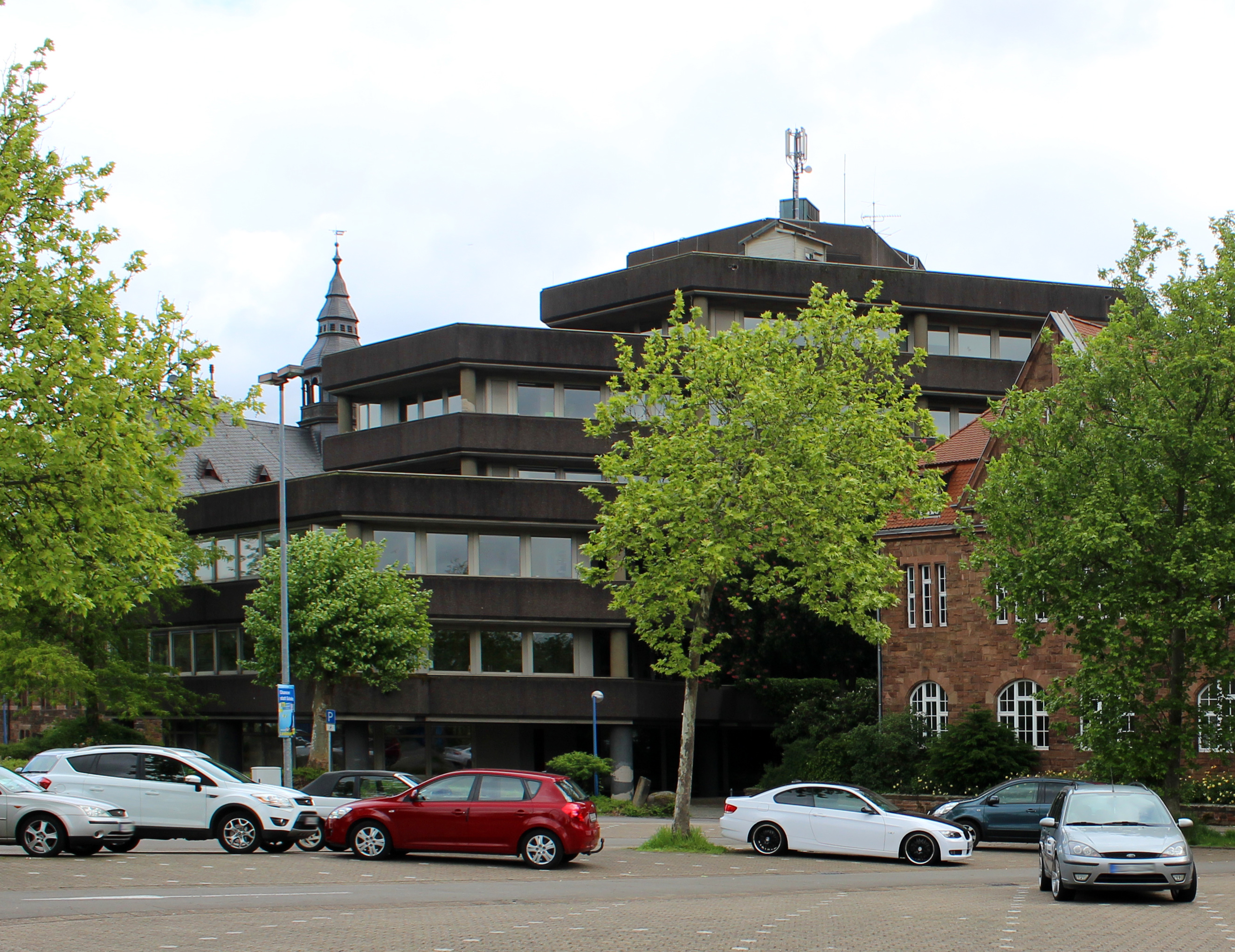
Dillingen, Neues Rathaus mit Altbau im Hintergrund

In den 1960er und 1970er Jahren wurde das alte Rathaus für die gestiegenen Bedürfnisse der Verwaltung zu eng. Dienststellen mussten ausgelagert werden. Deshalb wurde im Jahr 1976 der Grundstein für einen Erweiterungsbau gelegt. Am Neujahrstag 1978 zog die Stadtverwaltung in das benachbarte größere Neue Rathaus um. Die beiden Gebäude sind durch einen Gang im ersten Obergeschoss miteinander verbunden. Seit dem 1. November 1978 beherbergt das Alte Rathaus die Polizeiinspektion Dillingen.

## Rathauserweiterung (Neues Rathaus)

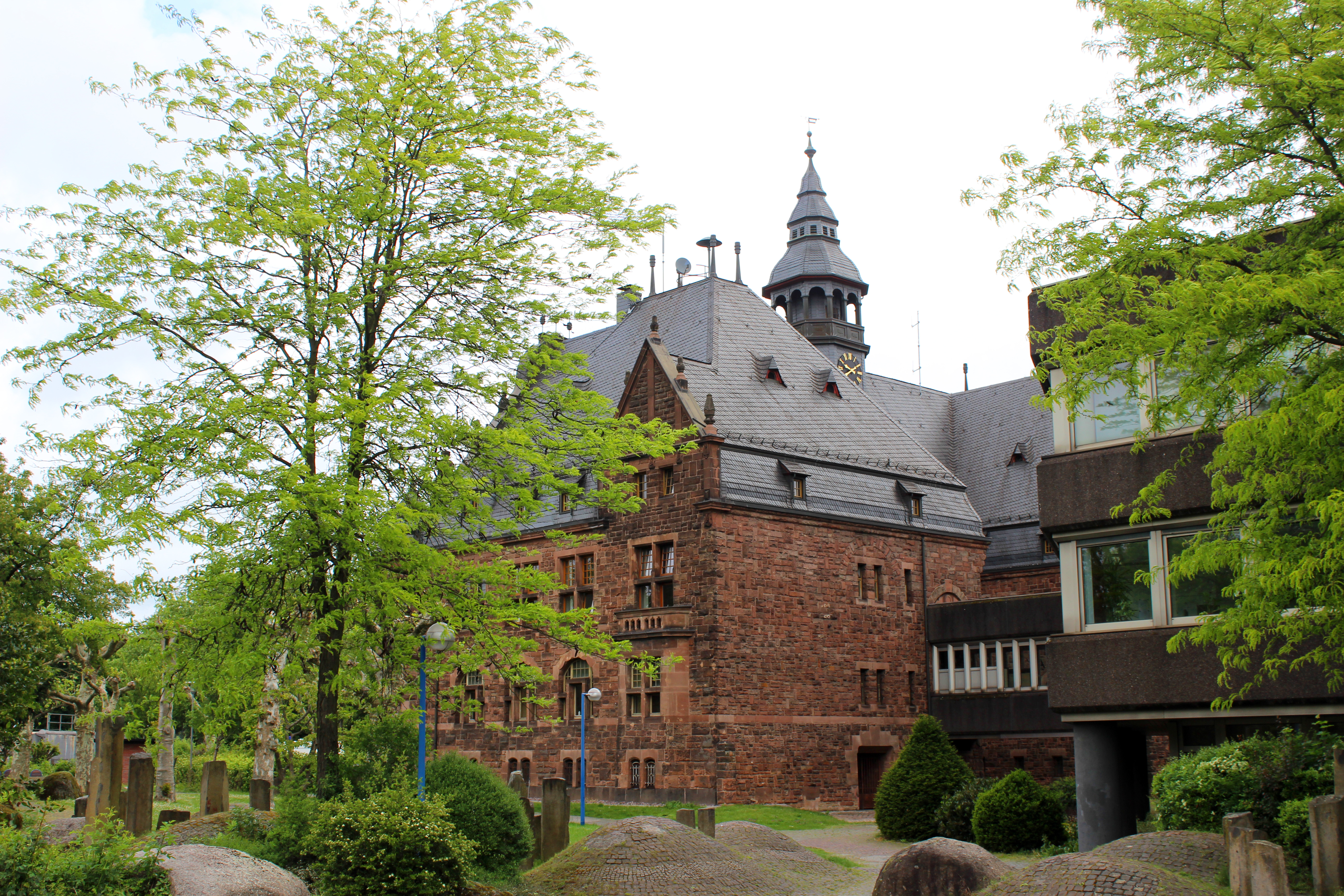
Dillingen, Rathaus, Verbindungsbrücke zwischen Altbau und Neubau

Das Neue Rathaus wurde durch den Dillinger Architekten Kurt Faber (* 1929) in den Jahren 1974–1978 in wabenartigen Formen errichtet.
Folgende Künstler waren an der Ausgestaltung des Neubaus beteiligt: der Objektkünstler Werner Bauer in Saarbrücken (Hinweisskulptur aus farbig gefasstem Stahl an der Merziger Straße und hölzerne Sitzungssaaltüren), der Bildhauer Eberhardt Killguss in Beckingen (Eingangstür des Rathauses aus Email und Keramik, mehrere Skulpturen in der Stadtbücherei, Landschaftsskulpturen der Außenanlage: Basaltstelen, Moränen-Kiesel, Granitwürfelpflaster), Karl Unverzagt in Grünstadt (Wandgestaltung aus überglasierten Andesit-Platten in Foyer und Treppenhaus), Architekt Kurt Faber (Decken- und Wandgestaltung im Sitzungssaal), der St. Wendeler Bildhauer Heinz Oliberius (bronzene Sitzungssaalkruzifix, 1 m × 0,95 m × 0,10 m), der Wadgasser Bildhauer Lothar Messner (Wandgestaltung im 2. Obergeschoss aus Resopalunterdruck), der Saarbrücker Bildhauer Max Mertz (Relief im 3. Obergeschoss) und der Dillinger Maler und Grafiker Karl Michaely (Ölgemälde „Mensch-Familie-Industrie“ im 4. Obergeschoss). Das Bürgermeisterzimmer statteten Max Mertz und Dorothea Zech aus.